# المياسي (ريمة)

تعديل مصدري - تعديل

قرية المياسي

هي إحدى قرى عزلة بكال الواقعة ضمن مديرية مزهر التابعة لمحافظة ريمة، بلغ تعداد سكانها (1181) نسمة حسب تعداد اليمن لعام 2004.

## المحلات التابعة للقرية
- باب السدور
- بكالي
- الطوالي
- سفال النقيل
- الرحبة
- المضبعه
- القصة
- المضاربة
- سوق الربوع
- الجزيع
- الاوراث
- الكرضامه
- الدار
- بيت جعره
- العدنه
- الجرف
- القرض
- بهالي
- المرجح
- الاصفحه
- مشود

## روابط خارجية
- الدليل الشامــل